# Cuirieux
Cuirieux är en kommun i departementet Aisne i regionen Hauts-de-France i norra Frankrike. Kommunen ligger  i kantonen Marle som ligger i arrondissementet Laon. År 2022 hade Cuirieux 154 invånare.

## Befolkningsutveckling
Antalet invånare i kommunen Cuirieux
Referens: INSEE